# Kittenbach (Ammersee)
Der Kittenbach ist ein etwa 3,2 km langer Zufluss zum Ammersee in Oberbayern.

## Verlauf
Der Bach entsteht als Einfanggraben wenig nördlich des Gutes Hübschenried auf der Gemarkung von Dießen am Ammersee in einem Waldgebiet und läuft anfangs nördlich. In etwa einem halben Kilometer Abstand vor der Quellregion des Uttinger Mühlbachs schlägt er einen Bogen nach rechts und dann gleich wieder zurück nach Norden, worauf er lange zum Nachbarbach in diesem Abstand parallel fließt und dabei die Gemeindegrenze nach Utting am Ammersee überschreitet.
Ab der Kittenalm am linken Hang wird die Umgebung offener und er läuft nun nordöstlich. Nachdem ihn die St 2055 Dießen–Utting überquert hat, schwenkt er bald auf Ostlauf und zieht zwischen Utting im Norden und dessen Teilort Holzhausen am Ammersee auf der rechten Seite hindurch in Richtung See. In diesen hat sein Schuttkegel eine etwa viertelskilometerlange Nase vorgetrieben, an deren Spitze er mündet.